# Louise Lasser
Louise Lasser (ur. 11 kwietnia 1939 w Nowym Jorku) – amerykańska aktorka filmowa i telewizyjna oraz scenograf i scenarzysta.

## Filmografia
- Driving Me Crazy (2008) jako Shelly Petterson
- W krzywym zwierciadle: Poszukiwacze złota (Lady Killers) (2003) jako
- Wilki z Wall Street (Wolves of Wall Street) (2002) jako Landlady
- Klubowicze (Club Land) (2001) jako Frieda Barber
- Miłość Queenie (Queenie in Love) (2001) jako Martha
- Fast Food Fast Women (2000) jako Emily
- Requiem dla snu (Requiem for a Dream) (2000) jako Ada
- Super-bohaterowie (Mystery Men) (1999) jako Violet, matka błękitnego radży
- Happiness (1998) jako Mona Jordan
- Sudden Manhattan (1997) jako Dominga
- Apartament (Night We Never Met, The) (1993) jako pani Winkler
- Nowoczesna miłość (Modern Love) (1990) jako matka Grega
- Sing (1989) jako Rosie
- Empty Nest (1988–1995) jako Louise Polsky (gościnnie)
- Blood Rage (1987) jako Maddy
- Miłość i pieniądze (Surrender) (1987) jako Joyce
- Fala zbrodni (Crimewave) (1985) jako Helene Trend
- St. Elsewhere (1982–1988) jako Ciocia Charise (gościnnie)
- Trapista w Los Ageles (In God We Tru$t) (1980) jako Mary
- It's a Living (1980–1982) jako Maggie McBurney (1981-1982)
- Wspomnienia z gwiezdnego pyłu (Stardust Memories) (1980) jako sekretarka Sandy’ego
- Taxi (1978–1983) jako Phyllis Bornstein Consuelos (gościnnie)
- Laverne & Shirley (1976–1983) jako siostra Margaret (gościnnie)
- Coffee, Tea or Me? (1973) jako Susan Edmonds
- Love Story (1973–1974) jako Elaine Kaplan (gościnnie)
- Śliska sprawa (Slither) (1973) jako Mary Fenaka
- Wszystko, co chcielibyście wiedzieć o seksie, ale baliście się zapytać (Everything You Always Wanted to Know About Sex * But Were Afraid to Ask) (1972) jako Gina
- Bob Newhart Show, The (1972–1978) jako pani Radford (gościnnie)
- Such Good Friends (1971) jako Marcy Berns
- Bananowy czubek (Bananas) (1971) jako Nancy
- Mary Tyler Moore (1970–1977) jako Anne Adams (gościnnie)
- McCloud (1970–1977) jako sierżant Maggie Philbin (gościnnie)
- Bierz forsę i w nogi (Take the Money and Run) (1969) jako Kay Lewis
- Medical Center (1969–1976) jako Esther (gościnnie)
- Co słychać, koteczku? (What's New, Pussycat) (1965) jako dziadek do orzechów

## Scenariusz
- What's Up, Tiger Lily? (1966)

## Scenografia
- Frankenhooker (1990)